# David Moss (hockeista su ghiaccio)
David Moss (Livonia, 28 dicembre 1981) è un ex hockeista su ghiaccio statunitense.

## Palmarès

### Mondiali
- 1 medaglia:
  - 1 bronzo (Svezia/Finlandia 2013)